# Шиловська (Шенкурський район)
Шиловська (рос. Шенкурск) — город в Шенкурському районі Архангельської області Російської Федерації.
Населення становить 4608[4] осіб. Входить до складу муніципального утворення Шенкурське муніципальне утворення.

## Історія
Від 1937 року належить до Архангельської області.
Від 2004 року належить до муніципального утворення Шенкурське муніципальне утворення.

## Населення
| 2002 | 2010 | 2012 |
| ---- | ---- | ---- |
| 8    | ↘0   | →0   |